# Takrouna
Takrouna (arabe : تكرونة) est un petit village tunisien de la région du Sahel, situé à environ six kilomètres à l'ouest d'Enfida, en direction de Zaghouan.

## Localisation
Il est construit sur un rocher culminant à 200 mètres d'altitude et dominant une plaine environnante, avec vue sur le golfe d'Hammamet, Hergla et Sousse à l'est, le djebel Zaghouan au nord et la plaine de Kairouan au sud.

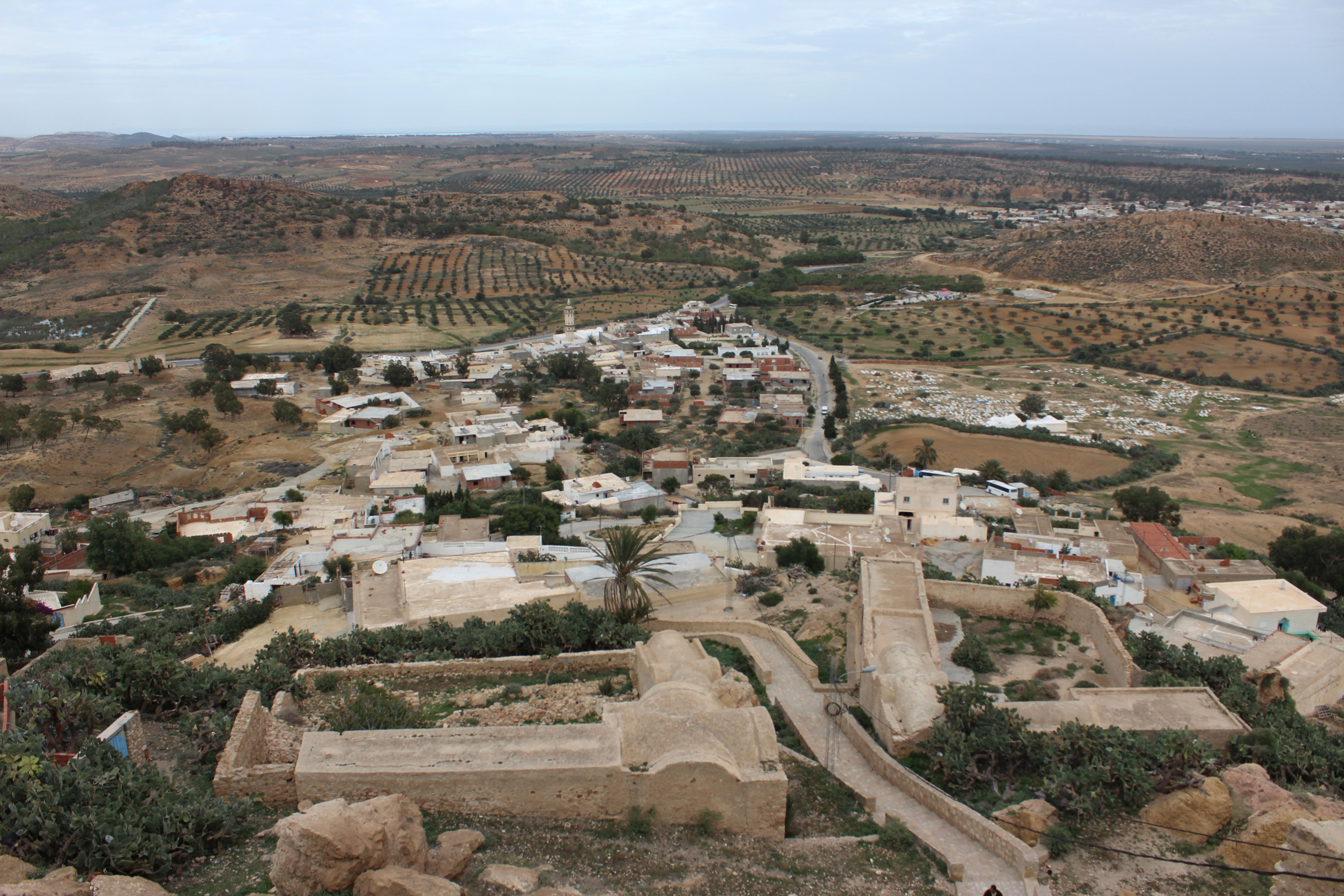
Vue vers la plaine.
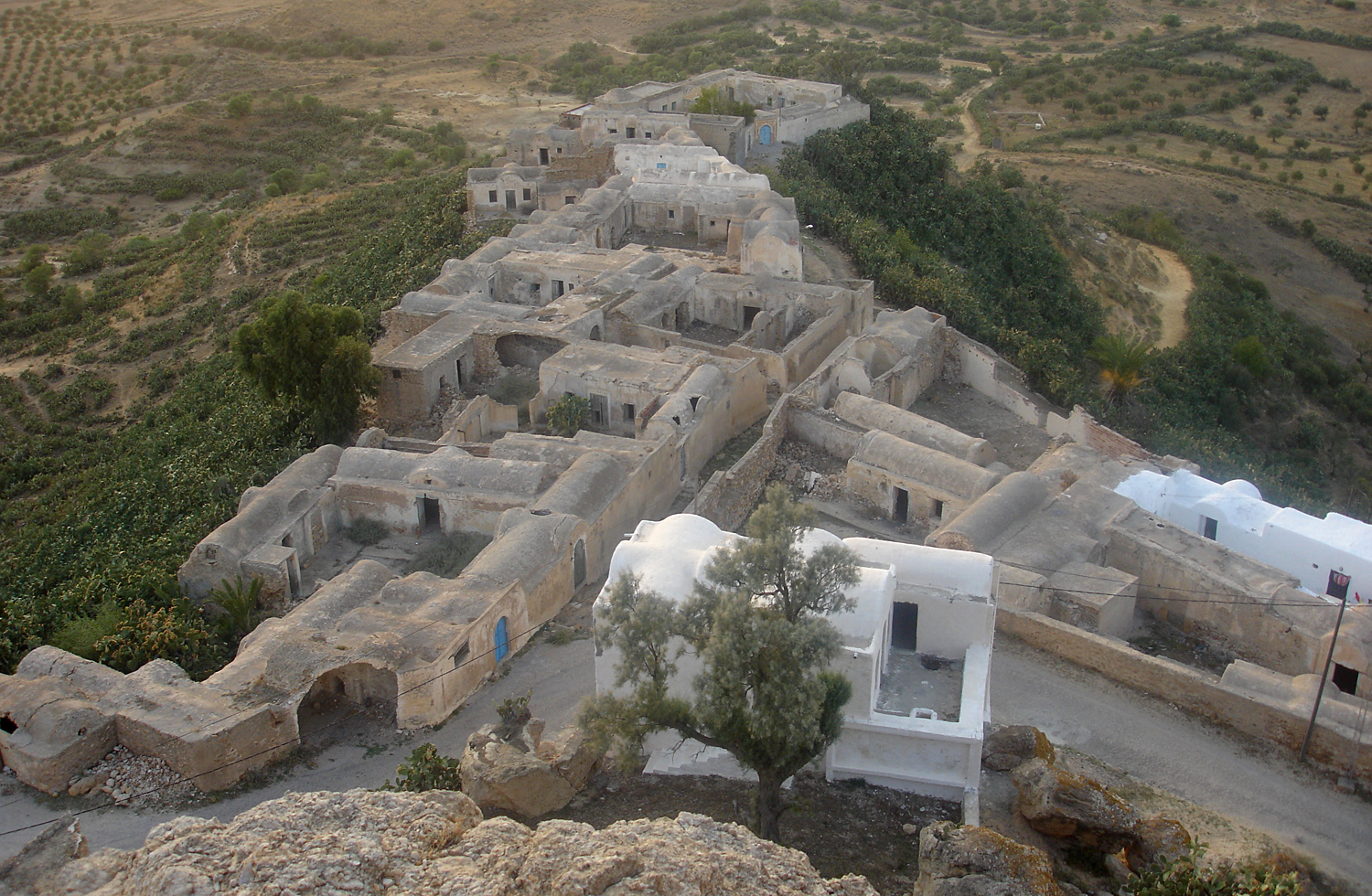
Vue du village.
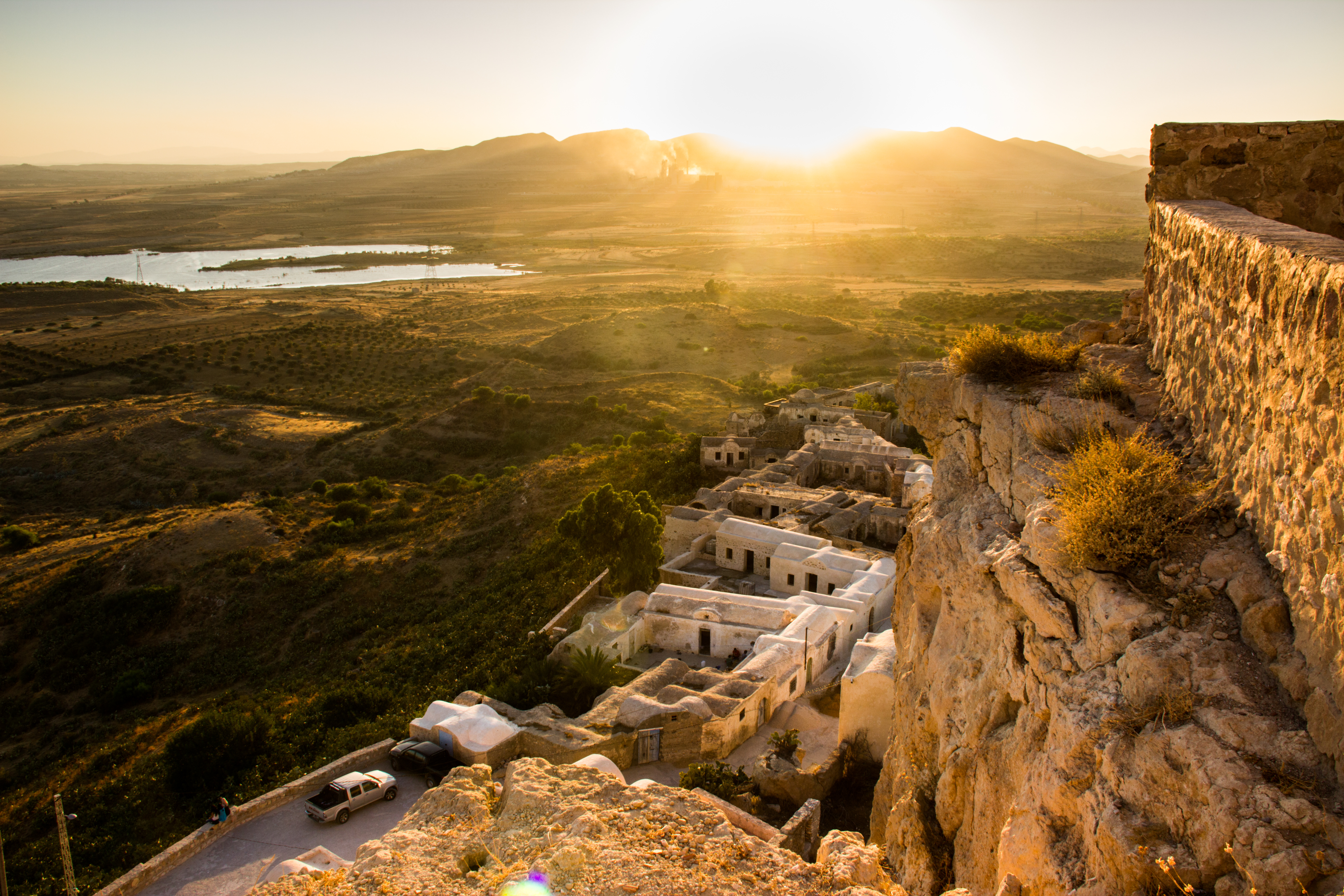
Coucher du soleil sur Takrouna.

## Histoire

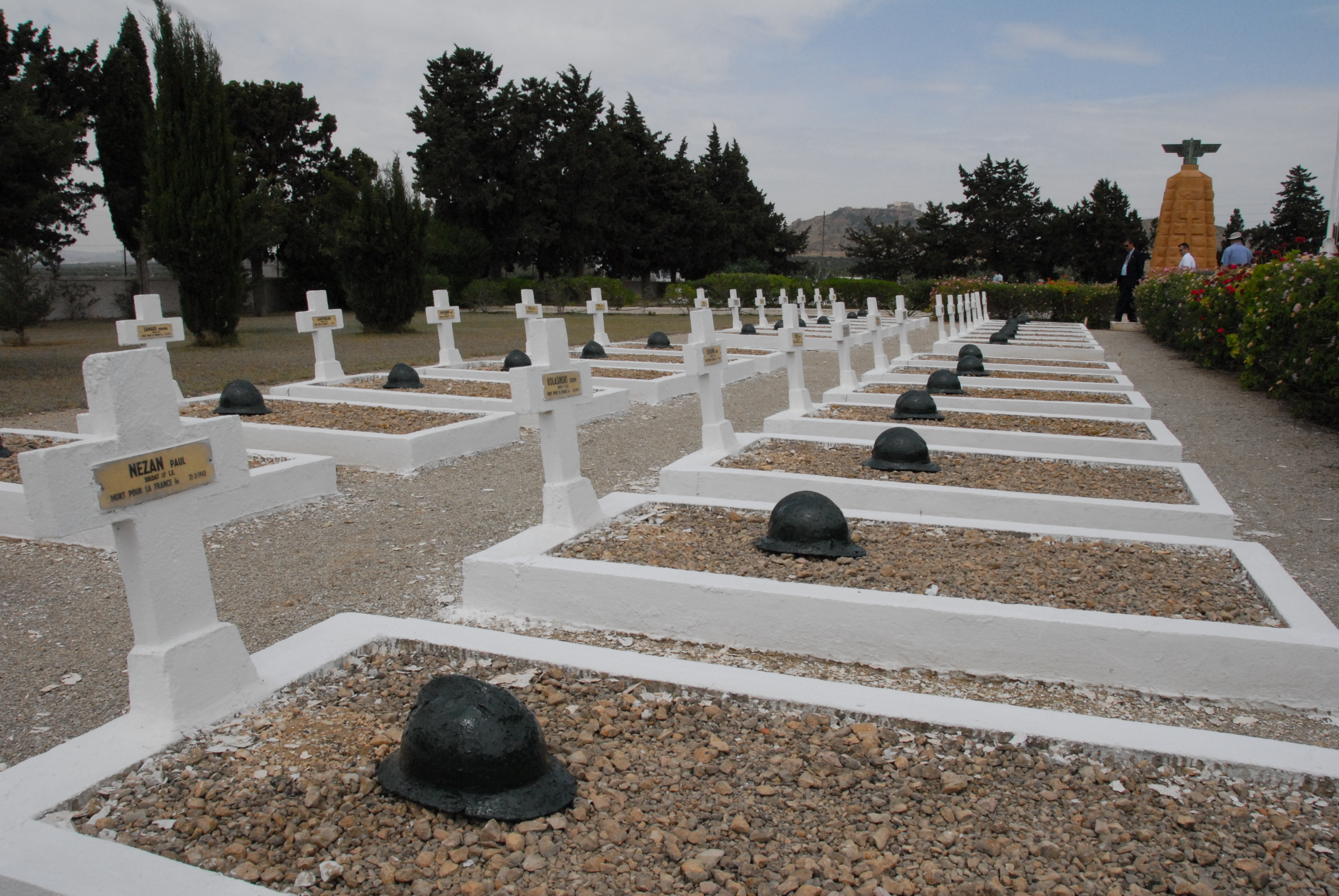
Cimetière militaire français (campagne de Tunisie de 1942-1943).

Le village est d'origine berbère et son nom actuel est très probablement lié à une tribu qui a émigré en Andalousie au VIIIe siècle et donné son nom, Ta Kurunna, à une région montagneuse dans les environs de Malaga. À la suite de l'expulsion des Maures, en 1609, une famille d'immigrants se serait installée dans le village et lui aurait donné son nom.
Des combats ont eu lieu à proximité lors de la campagne de Tunisie de 1942-1943 et un cimetière militaire français y a été créé et continue à y être entretenu.
Y habitent encore six familles d'origine berbère, vivant de l'agriculture, du tissage de l'alfa et des tapis berbères, ainsi qu'une famille d'origine andalouse.
L'écrivain et folkloriste Abderrahman Guiga, natif de Takrouna, a compilé en collaboration avec William Marçais une collection de littérature orale, Textes arabes de Takroûna, parue en huit tomes. Son fils Tahar Guiga, lui aussi natif de Takrouna, collabore avec son père à l'édition en arabe et à la traduction en français de travaux sur la geste hillalienne, et poursuit par ailleurs une carrière prolifique d'écrivain en langue arabe.

## Culture

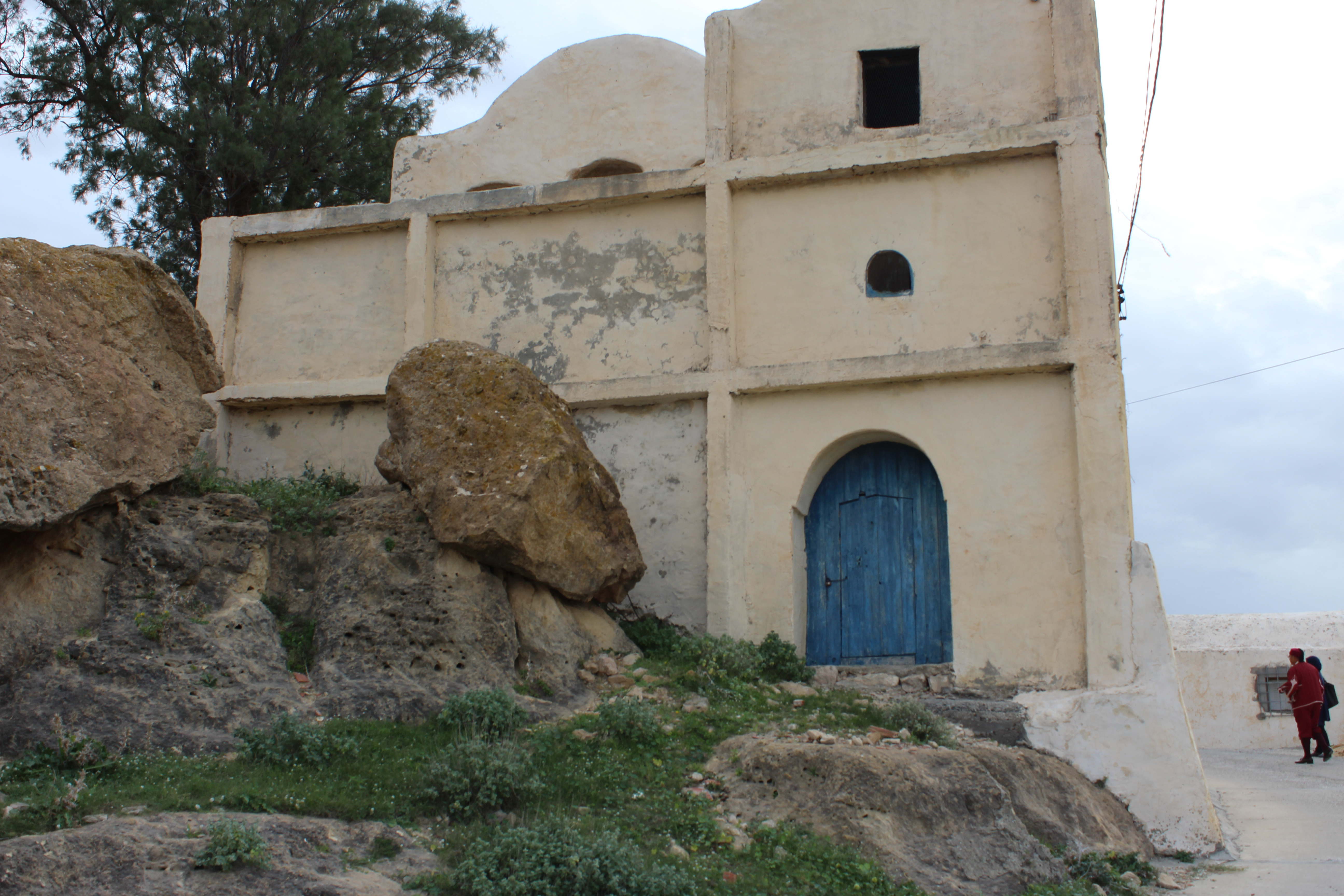
Maison d'Abderrahman Guiga (écrivain et ethnologue-folkoriste) et de son fils Tahar Guiga (écrivain).

Le nom du village apparaît dans le titre de la compilation de littérature orale du folkloriste Abderrahman Guiga, dès son premier livre en 1925 et dans chacun des huit tomes suivants :
- William Marçais et Abderrahman Guiga, Textes arabes de Takroûna, 1925
- William Marçais et Abderrahman Guiga, Textes arabes de Takroûna 2, t. 1-8, Paris, Paul Geuthner/Centre national de la recherche scientifique, 1958-1961, 4453 p.

Le village a été le lieu de tournage du film Sabra et le monstre de la forêt de Habib Mselmani. Le peintre Ali Bellagha a réalisé l'écomusée Dar Gmach dans le village.